# 車手 (電影)
《車手》是一部2012年上映的香港電影，導演是鄭保瑞，主要演員包括黃秋生、余文樂、郭曉冬。動作指導錢嘉樂。獲得2012年香港電影評論學會大獎最佳電影、最佳導演。入圍第32屆香港電影金像獎6項提名。

## 剧情
隱形車隊是香港警務處交通部的精英隊伍，熱血滿腦的隱形戰車司機陳翔（余文樂）與拍擋盧峰（黃秋生）因為互不對盤，經常使到任務失敗收場。在一次執勤中，陳翔竟輕易地緝拿了黑道傳奇車手蔣薪（郭曉冬），讓盧峰覺得有內情。原來他打算入警署羈留室救友，最後更讓他逃之夭夭。而且陳翔更發現盧峰竟與蔣薪有一段不為人知的過去。

## 演員
| 演員   | 角色     | 備註 |
| 黃秋生 | 盧 峰    | 高級警員，人員編號38269 曾任重案組，於1990年至1995年負責蔣薪案 93年奶路臣街械劫案走遍全西九追捕蔣薪 「隱形戰車」隊員，負責儀器操作 陳翔拍檔 |
| 余文樂 | 陳 翔    | 警員，人員編號39007，盧峰拍擋 ‘隱形戰車’隊員，負責儀器操作 以92896167號碼想取得嘉怡的電話號碼                                               |
| 郭曉冬 | 蔣 薪    | 黑道傳奇車手、劫匪 |
| 林家棟 | 莊Sir    | 警署警長 |
| 徐熙媛 | 嘉 怡    | 醫生（粵語版由滕麗名配音） |
| 何超儀 | Madam蕙  | 警察（盧峰、陳翔上司） |
| 葉璇   |          | 盧峰妻子 |
| 李海濤 | 黃 中    | 劫匪 |
| 李光潔 | 譚 一    | 劫匪 |
| 劉浩龍 | 阿羅     | 陳翔朋友 |
| 梁俊一 | 阿肥     | 陳翔朋友 向陳翔給予一套火咀 |
| 林師傑 | 警員     | 交通警察 |
| 羅泳嫻 | 嘉怡朋友 | |
| 吳嘉星 |          | 重案組警長 |

## 製作
錢嘉樂是此片的動作導演，盡量少用電腦合成影像，真正飛車硬碰硬。在港版海報中一句「8000轉2咪車」是此戲的賣點，此項絕技是吳海堂親自嘗試給鄭保瑞看，令他看傻了眼，並決定加入電影橋段中，成戲中重要轉捩點。
錢嘉樂 、吳海堂及 黃偉輝憑此片獲得第49屆金馬獎最佳動作設計。

## 發行
《車手》在康城影展進行試映獲好評，並獲邀參展威尼斯電影節。法國、日本、星馬、澳紐與泰國等地已買下電影版權。《車手》受日本發行商力捧，評價《車手》比香港早年拍攝的《頭文字D》更勝一籌，是一部真正展示車手狀態與汽車動感文化的賽車電影。

## 影評
香港爽報的善人給予3個讚，他說：「部份劇情充滿犯駁，不過整體拍出型格，只要觀眾不入錯「筍位」觀賞，絕對是合格有餘的。」
香港蘋果日報的黃國兆說：「影片以這種特殊駕駛技術大做文章，頗能配合警匪追逐的緊張情況，亦恰當地描寫劇中人物的性格和背景。影片在劇情和細節上有頗多紕漏，最明顯的敗筆是結尾多層停車場內的汽車追逐，警方竟不作封鎖停車場出口的部署，奇怪！」
頭條日報的祈佳仕說：「《車》片在描繪角色心態也見不俗。導演沒有說教，只以劇情啟發觀眾的思維。惟電影沒交代主角追求速度的原因，以及沒有給飆車者一些沉重的教訓，有點遺憾。」
明報的石琪說：「嚴格來說，編劇Joey O'Bryan、司徒錦源和馮日進的佈局仍屬警匪公式，好在以交通警為主，更重要是導演鄭保瑞拍得認真，不落俗套。現在《車手》進一步專業和成熟了，不愧為當今最值得注意的香港導演之一。」

## 票房
香港首周收获733.5万名列第一位。最终收入港幣14,766,493元，為2012年港産電影第9名。
中国大陆首周4天收获1680万人民币，位列第六名。
| 上一届： 《普羅米修斯》 | 2012年香港一週票房冠軍 第25週（6月18日—6月24日） | 下一届： 《蜘蛛俠：驚世現新》 |

## 獎項
| 頒獎典禮                   | 獎項         | 名單                            | 結果 |
| -------------------------- | ------------ | ------------------------------- | ---- |
| 第32屆香港電影金像獎       | 最佳電影     |                                 | 提名 |
| 第32屆香港電影金像獎       | 最佳導演     | 鄭保瑞                          | 提名 |
| 第32屆香港電影金像獎       | 最佳剪接     | David Richardson、梁展綸        | 提名 |
| 第32屆香港電影金像獎       | 最佳動作設計 | 錢嘉樂、黃偉輝、吳海堂          | 提名 |
| 第32屆香港電影金像獎       | 最佳音響效果 | 朱致夏、Steve Miller            | 提名 |
| 第32屆香港電影金像獎       | 最佳視覺效果 | 羅偉豪、張展榮                  | 提名 |
| 第49屆金馬獎               | 最佳動作設計 | 錢嘉樂、黃偉輝、吳海堂          | 獲獎 |
| 第19屆香港電影評論學會大獎 | 最佳電影     |                                 | 獲獎 |
| 第19屆香港電影評論學會大獎 | 最佳導演     | 鄭保瑞                          | 獲獎 |
| 第19屆香港電影評論學會大獎 | 最佳編劇     | Joey O Bryan、 司徒錦源、馮日進 | 提名 |